# 泰蒂约
泰蒂约（法語：Téthieu，法語發音：[tetjø]）是法国朗德省的一个市镇，位于该省西南部，达克斯市区东北，属于达克斯区。

## 地理
泰蒂约（43°45'4"N, 0°58'30"W）面积11.03 平方千米，位于法国新阿基坦大区朗德省，该省份为法国西南部沿海省份，是法國本土面积第二大的省，北起吉倫特省，西临大西洋，南至大西洋比利牛斯省，东临热尔省，东北与洛特-加龍省接壤。
与泰蒂约接壤的市镇（或旧市镇、城区）包括：康德雷斯、戈斯、安克斯、阿杜尔河畔蓬通克斯、普雷沙克莱班、圣樊尚德保罗。

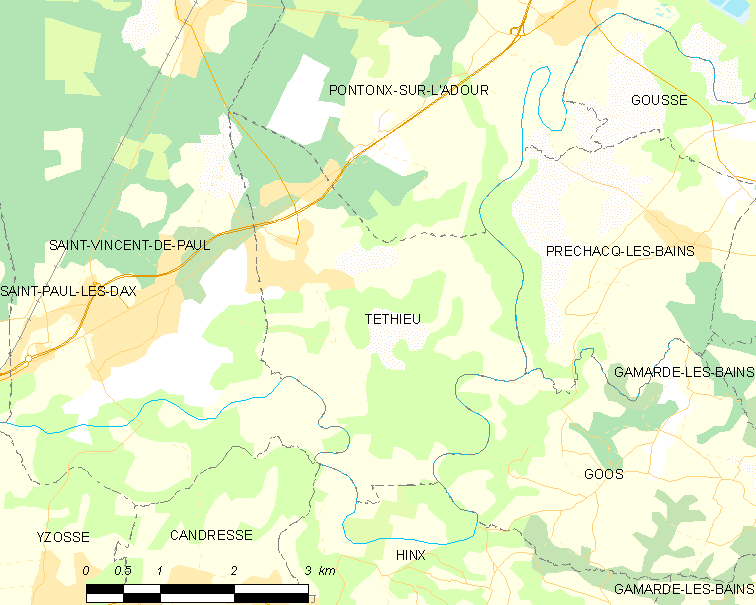
泰蒂约的OSM定位图

泰蒂约的时区为UTC+01:00、UTC+02:00（夏令时）。

## 行政
泰蒂约的邮政编码为40990，INSEE市镇编码为40315。

## 政治
泰蒂约所属的省级选区为达克斯第一县。

## 人口

1962-2008年间泰蒂约人口变化图示

泰蒂约于2022年1月1日时的人口数量为763人。

## 交通
朗德省省道D461线和D824线在境内交汇。